# It’s a Disaster – Bist du bereit?
It’s a Disaster – Bist du bereit? ist eine US-amerikanische schwarze Arthouse-Komödie von Todd Berger aus dem Jahr 2012. Der Film wurde am 20. Juni 2012 beim Los Angeles Film Festival uraufgeführt und kam 2013 in die amerikanischen Kinos.

## Handlung
Vier Pärchen treffen sich zu einem ihrer typischen Pärchen-Brunches. Ein Gast, Glenn, trifft die anderen zum ersten Mal, da es erst sein drittes Date mit Tracey ist. Während sie sich auf den Nachmittag einstimmen (in Erwartung eines „immer zu spät“ kommenden fünften Paares, Jenny und Gordon), lernen sie Glenn kennen und plaudern über alte Zeiten. Als die Männer sich entschuldigen, um Football zu schauen, stellen sie fest, dass das Fernsehen, das Internet und das Festnetztelefon ausgefallen sind. Als der Gastgeber Pete seine Frau Emma beschuldigt, die Rechnungen nicht bezahlt zu haben, erfahren die Gäste von ihrer bevorstehenden Scheidung.
Nachdem ein Nachbar, Hal, in einem Chemikalienschutzanzug an der Tür auftaucht und von schmutzigen Bomben berichtet, die in großen US-Städten explodieren, darunter auch im Zentrum ihrer Stadt 12 Meilen vom Haus entfernt, beginnen die Freunde zu realisieren, dass eine Katastrophe eingetreten ist. Sie teilen sich auf, um das Haus nach Notvorräten zu durchsuchen und es mit Duck Tape abzudichten. Während der Suche werden Affären zwischen den beiden Gastgebern und zwei Gästen, Buck und Lexi, bekannt, die auch versuchen, sich Glenn sexuell anzunähern.
Das fünfte, zu spät eintreffende Paar, klopft an die Tür und wird nicht hereingelassen, da die beiden sichtlich an etwas erkrankt sind. Über ein Duschradio hören die Freunde einen Warnhinweis vom Emergency Alert System: Die Bomben enthalten das Nervengift VX. Die Chemielehrerin Hedy in der Gruppe versteht, dass ihnen nur noch Stunden bleiben, bevor sie alle einen grausamen Tod erleiden, da es sich um chemische Angriffe handelt. Nachdem sie einen tranceartigen Schock erlitten hat, bricht sie ihr Schweigen, indem sie nach Scotch fragt und später mit Dingen aus der Hausapotheke „Ecstasy für Arme“ braut. Unverstanden von ihrem Langzeitverlobten Shane löst sie die Verlobung.
Comic-Händler Shane stützt seine Überlebensstrategie auf das, was er aus Zombie-Filmen gelernt hat. Nachdem er von den Bomben gehört hat, wird er misstrauisch gegenüber Außenstehenden (einschließlich Glenn) und sucht nach Waffen. Er beschließt, dass es das Beste ist, das Haus zu verlassen und blindlings weiterzufahren. Alle Freunde möchten mit ihm mitgehen, jedoch merken sie, dass die Batterie des Autos leer ist.
Die Gruppe beschließt schließlich, zu Hause zu bleiben und ihr Essen wie geplant einzunehmen, um die Zeit zu genießen, die ihnen bleibt. Glenn geht in den Keller, um Wein zu holen, und wird von Tracey dabei ertappt, wie er ihm Rattengift, Schlaftabletten und Muskelrelaxantien hinzufügt. Glenn erklärt den Freunden, dass er Religionslehrer ist, an das Jüngste Gericht und seine neuen Freunde von der Hölle bewahren will. Die Freunde sind nicht überzeugt, aber Hedy stimmt zu, dass ihr Tod auf diese Weise leichter wäre als mit VX-Symptomen.
Nach einiger Diskussion einigen sich alle darauf, das Gift bei drei gemeinsam zu trinken. Nach einmaligem Zählen tun alle nur so, als ob sie trinken würden. Sie machen sich wieder bereit und kippen schließlich gemeinsam die Gläser zurück, tun jedoch wieder alle nur so, als würden sie trinken. Der Film endet und ihr Schicksal bleibt unbekannt.

## Filmposter
Das Festivalplakat des Films parodiert ein Rekrutierungsplakat. Es wurde von der Kritik gelobt und wurde von Film School Rejects zu einem der 12 besten Filmplakate des Jahres 2012 gekürt.

## Auszeichnungen
- 2012 – Bestes Drehbuch. BendFilm Festival.
- 2012 – Grand Jury Award for Best Feature, Publikumspreis. Edmonton International Film Festival.
- 2012 – Best Picture, Publikumspreis. New Orleans Film Festival.